# Camelot 3000
Camelot 3000 es una serie de historietas limitada estadounidense de ciencia ficción de doce partes escrita por Mike W. Barr y dibujada por Brian Bolland, publicada por la editorial DC Comics entre 1982 a 1985, como uno de sus primeros trabajos directos al mercado, y su primera maxi-serie. También fue la primera serie de cómics impresa en papel Baxter en lugar del tradicional papel periódico.
La serie sigue las aventuras del Rey Arturo, Merlin y los reencarnados caballeros de la mesa redonda en un futuro distante, que vuelven a surgir en un mundo superpoblado en un futuro 3000 d. C., para luchar contra una invasión extraterrestre ideada por su vieja némesis, Morgana Le Fay.

## Historia sobre la publicación
A Barr se le ocurrió el concepto de Camelot 3000 aproximadamente en 1975, tras haber sido inspirado cuando realizaba un curso universitario que tomó sobre literatura artúrica. Le presentó la propuesta a DC Comics varios años más tarde, pero fue rechazado inicialmente. Sin embargo, decidió llevar su propuesta a Marvel Comics, donde fue aceptado su proyecto para ser publicada en una de sus revistas en el formato a blanco y negro, pero por razones desconocidas el proyecto no consiguió al final ser publicado. Volvió a presentar el concepto de Camelot 3000 a la editorial DC al año siguiente, pero esta vez si sería aceptado. DC decidió producirlo como un maxi-serie. Barr le pidió a la doctora Sally Slocum, profesora del curso que le colaboró del cual fue de quién se inspiró para la creación de Camelot 3000, como consultora creativo para la serie.
Camelot 3000, sería la primera obra importante del artista británico Bolland en los Estados Unidos. En el momento de la logística de la respectiva colaboración entre el dibujante estadounidense y el escritor británico fueron difíciles, por lo que la serie fue creada usando un guion de método completo, en parte porque resultaba como la forma más fácil para que Barr y Bolland trabajasen juntos, debido a la enorme diferencia geográfica que los separaba el Átlántico. Esto significó también que fue la primera vez que el trabajo de Bolland sería firmado regularmente por alguien que no sea fuese él mismo. Sin embargo, Bolland no se encontraba cómodo con esto e hizo que sus trazos a lápiz fuesen muy, muy detallados, con el fin de dejar al entintador el menor espacio posible para la reinterpretación creativa. Esto, combinado con el objetivo personal de Bolland de reconocerse a sí mismo en cada nueva edición, hizo que fuese difícil para él el poder continuar con la programación mensual de la serie, y los últimos números llegaron tarde. Barr aun así contó que había pasado nueve meses Bolland dibujando la edición final.
Barr tenía originalmente el papel de Tom Prentice ocupado por una chica, pero el editor Len Wein estaba convencido de que el personaje debería ser un joven. A pesar de la exploración realizada en la serie sobre su identidad de género en la historieta (y de su presunta homosexualidad) fue publicada sin oposición por parte del personal de la editorial DC Comics, Barr sin embargo recordó que Camelot 3000 había recibido una serie de cartas de parte de los niños que se encontraban confundidos y/o molestos por este tipo de contenido.
Brevemente, la serie también experimentó la reproducción de sus dibujos directamente a partir de los lápices (es decir, sin entintación respectiva). Sin embargo, las técnicas de impresión para ese momento eran aún relativamente primitivas, y Bolland encontró que la creación del arte a lápiz, que al ser reproducido por las impresoras, era más complicado en el trabajo que la realidad del entintado. Como tal, sólo dos páginas (en concreto, específicamente las dos primeras páginas de la edición #2) fueron producidas de esta manera.

## Historia
Con el cumplimiento de una antigua profecía que predecía el regreso del Rey Arturo cuando Inglaterra lo necesitara una vez más, Arturo despierta accidentalmente desde su lugar de descanso bajo las instalaciones del Glastonbury Tor, por parte de un joven estudiante de arqueología, Tom Prentice, a quien Arturo hace su escudero y más tarde le da el título de caballero. Ambos viajan hasta Stonehenge, donde yace Merlin mágicamente atrapado por una criatura llamada Nyneve, despertándolo para ayudarlos para recuperar la legendaria espada de Arturo, Excalibur.
Arturo, Ginebra y Lancelot se presentan más o menos tradicionalmente como el triángulo familiar de la familia condenada; Ginebra se reencarna como Joan Acton, un comandante militar de los Estados Unidos, mientras que Lancelot renace como Jules Futrelle, un industrial y filántropo francés. Sir Galahad regresa como una versión idealizada del caballero cristiano al de un samurái adherente devoto al código del bushido. Sir Percival, el hombre tonto que lentamente adquiere sabiduría fue alterado genéticamente al reencarnar en un gigante monstruoso, pero conservando una personalidad tranquila. Sir Kay, el tribunal Churl, le revela a Arturo que su desagradable comportamiento característico era de hecho una afectación destinada a reducir las tensiones entre los miembros de la corte de Arturo, uniéndolos para una mutua aversión por parte de Kay. Gawain se reencarnó como un hombre de familia sudafricana.
Modred no sería el hijo de la hermana de Arturo en esta versión, pero sí un hijo bastardo de Arturo de otra mujer. Tras el nacimiento de Modred, que había sido llevado por una mujer campesina que se lo ocultó a Arturo, había sido interceptado por sir Kay y sir Tristán. Arturo entonces intentó ahogar al bebé entre los otros bebés que pudiesen evitar que se convirtieran en una amenaza para cualquier heredero legítimo; sin embargo, sin el conocimiento de Arturo, el bebé había sobrevivido. Para el año 3000, Modred se reencarnó como Jordan Matthew, un corrupto oficial de las Naciones Unidas asociado con Morgana le Fay, y que más tarde se fusiona con el recuperado Santo Grial creando una armadura.
El tratamiento más original que recibieron los personajes artúricos fue el de la figura de Sir Tristán, que se reencarnó inesperadamente en forma de una mujer. Esto le obliga a reexaminar las concepciones previas de los roles de género y, posiblemente, su propia sexualidad. La relación con Isolda -quién también había reencarnado como una mujer-, había aprobado su nuevo cuerpo. Al final el amor eterno entre uno y el otro triunfa, convirtiéndose en amantes.
En el año 3000, la Tierra se enfrentaría a una gran amenaza, una invasión alienígena de origen desconocida. La reconstrucción de la mesa redonda como un hábitat orbital, Lancelot, Arturo y sus demás caballeros lucharían tanto con los alienígenas invasores, así como contra las intrigas de Mordred y Morgana. Su tarea sería complicada debido a las tensiones internas que incluyeron el triángulo amoroso renovado entre Arturo, Lancelot y Ginebra, la problemática de Tristán con respecto a su identidad de género, el enamoramiento de Tom Prentice por Tristán, y el deseo de Gawain para ver a su familia. Con el tiempo, los caballeros rastrean el origen de la invasión extraterrestre aun cuando estos no había sido descubierto el décimo planeta del sistema solar. A través de una serie de flashbacks se revela que después de su derrota en la Edad Media, el espíritu de Morgana viajó por todo el sistema solar, con el tiempo s reconstituyó a sí misma en un planeta donde había esclavizado a la población nativa y los condujo para su invasión de la Tierra.
Arturo y sus caballeros viajan hasta el décimo planeta para derrotar a Morgana. Galahad se sacrifica para que pudieran lograr entrar a la ciudadela de Morgana. En el combate final, Arturo utiliza el poder sobrenatural de la espada Excalibur para poder cortar un átomo, creando una explosión nuclear que destruyó a Morgana y su centro de mando. Antes de que Arturo se sacrificara para destruir a Morgana, perdona Lancelot y Ginebra, y desea que vivan juntos y felices. Con su liderazgo, logró derrotar a los alienígenas, que son fácilmente rechazados por las fuerzas de la Tierra. El epílogo muestra la suerte de los caballeros restantes, como el caso de Gawain, que regresa con su esposa e hijo, Tristán consuma su relación con Isolda, y Tom Prentice lleva a una tripulación para la reconstrucción de Londres. Guinevere se entera de que está embarazada, y cuando ella le dice a Lancelot que puede ser de Arturo, expresando esperanza y promete el mismo amor al bebé sin importar que. La escena final muestra a un alienígena en un mundo distante lanzando a la espada de Excalibur al enterrarla en una piedra y que pudiese ser aclamado como líder.

## Apariciones en otros medios
En el duodécimo episodio de la segunda temporada de la serie de ciencia ficción de DC Comics Leyendas del mañana, se titula "Camelot/3000". A pesar de que ofrece la aparición de los personajes de la leyenda artúrica y existen breves escenas en el año 3000, el episodio dista muy lejos en relación con la serie de la historieta.

## Trayectoria editorial
En España fue publicado por Ediciones Zinco en 9 entregas. Posteriormente, ha sido objeto de varias recopilaciones, tanto en Estados Unidos como en otros países:
| Título                      | Números recopilados | Formato   | País           | Publicado | ISBN               |
| --------------------------- | ------------------- | --------- | -------------- | --------- | ------------------ |
| Camelot 3000                | Camelot 3000 #1-12  | Paperback | Estados Unidos | 10/1997   | ISBN 0-930289-30-7 |
| Camelot 3000 Deluxe Edition | Camelot 3000 #1-12  | Hardcover | Estados Unidos | 12/2008   | ISBN 1-4012-1942-X |